# 港鐵學院
港鐵學院（英語：MTR Academy）是港鐵公司轄下的培訓機構，成立於2016年11月10日。

## 校園環境
港鐵學院校園座落於港鐵紅磡大樓1樓（東鐵電氣化後第一代車務控制中心原址），佔地2.1萬平方呎，設有4間課室、教學資源中心及綜合訓練設施。另外亦於以下地方設立訓練中心：
- 九龍灣車廠
- 八鄉車廠訓練中心
- 大圍車廠訓練中心
- 港鐵總部大樓8樓
- 沙田Citylink 9樓
- 九龍灣Manhattan Place 43樓

港鐵學院和杭州地铁集团于2017年10月10日宣布成立港铁学院杭州分院。

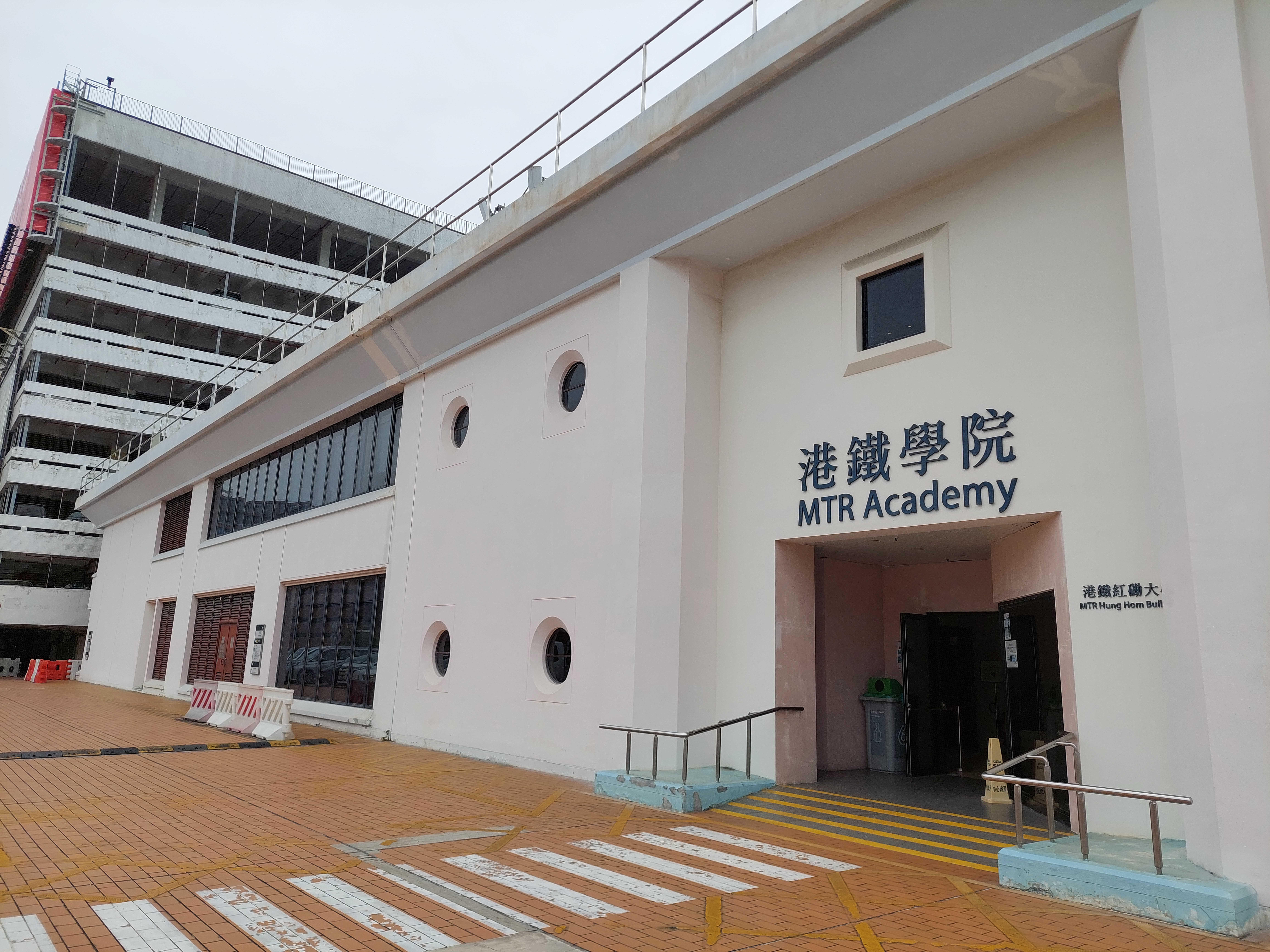
港鐵學院本部
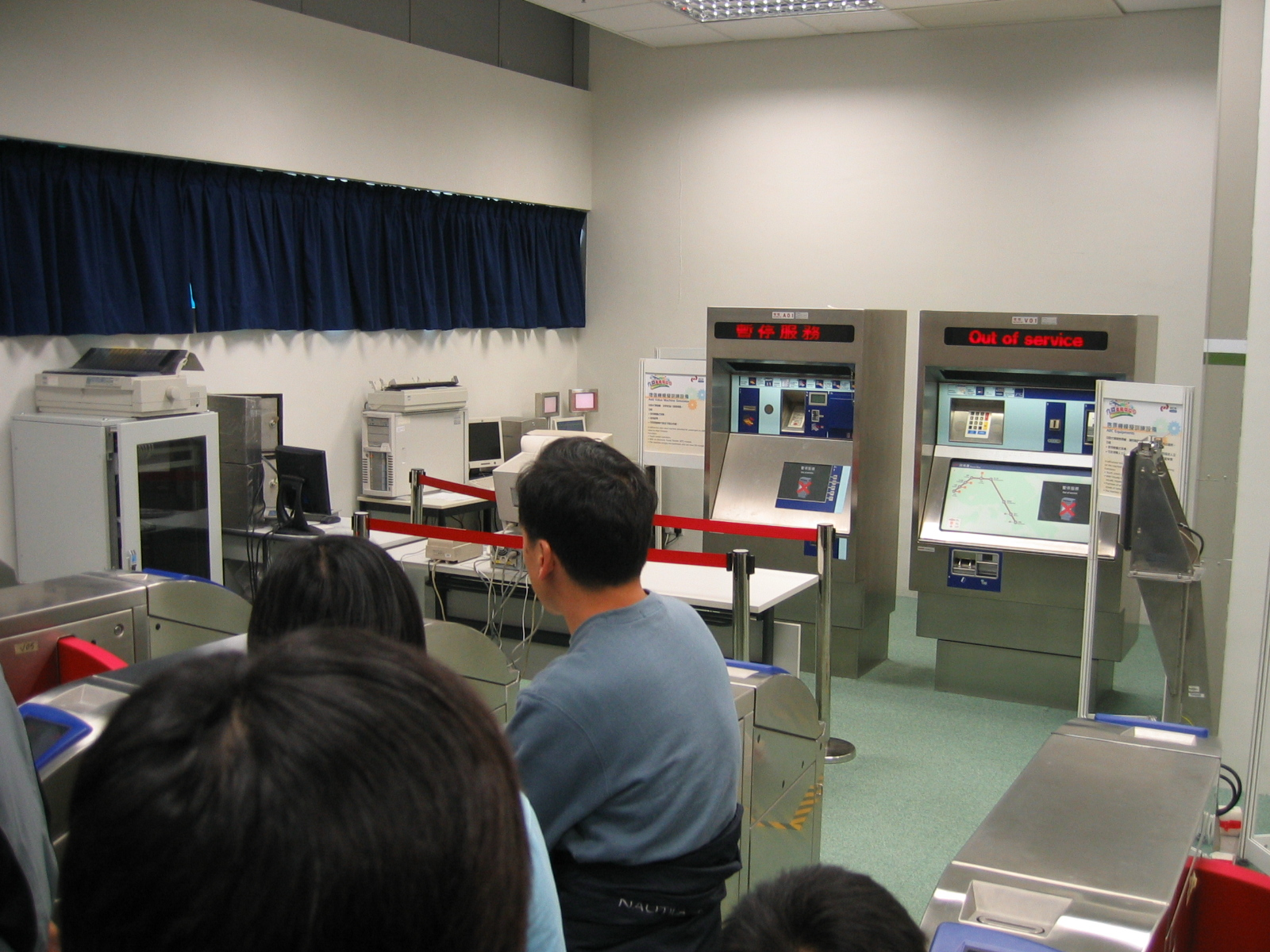
港鐵學院八鄉車廠中心
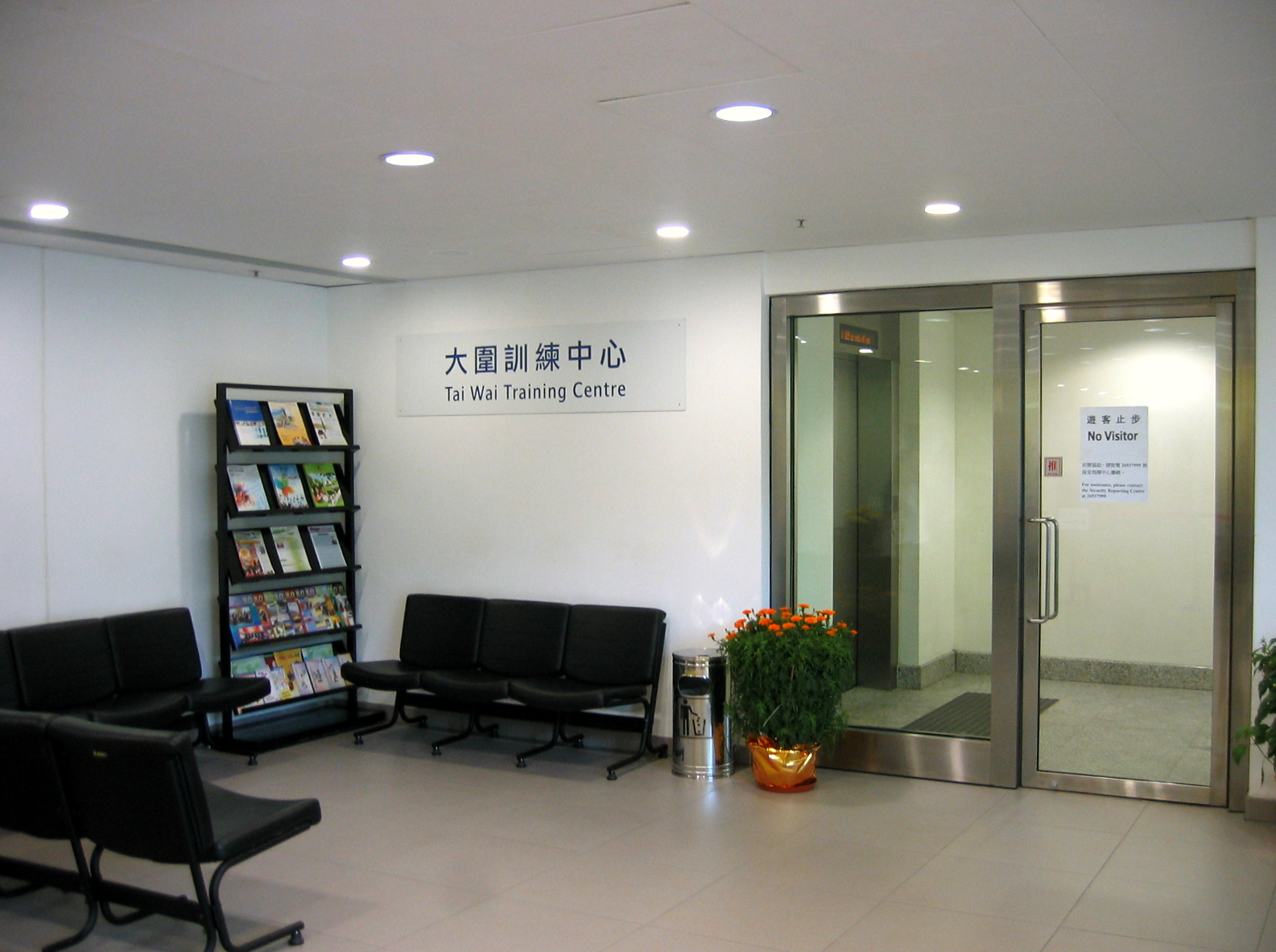
港鐵學院大圍車廠中心

## 组织机构

### 理事會
港鐵學院有八位理事會成員，包括：
- 歐陽伯權博士
- 金澤培博士
- 陳阮德徽博士
- 鄭恩基
- 李惠光
- 鄭惠貞
- 李婉玲
- 陳慶強

## 專業設置

### 高等文憑
港鐵學院提供1個為期2年的兼讀制高等文憑。
- 鐵路工程高等文憑（配電）
- 鐵路工程高等文憑（信號及通訊）
- 鐵路工程高等文憑（軌道）
- 鐵路工程高等文憑（鐵路車輛）

### 運輸學文憑
港鐵學院提供1個為期1年的兼讀制運輸學文憑。
- 運輸學文憑（營運和管理）
- 運輸學文憑（工程）

港鐵學院與香港專業進修學校提供1個為期2年180小時的高中應用學習課程。
- 鐵路學

### 短期課程
港鐵學院提供為期一晚至數天的短期課程。
- 鐵路101
- 鐵路入門單元
- 基本系統保證單元

## 外部連結
- 官方网站